# ساوت ولدون کارولینای شمالی
ساوت ولدون کارولینای شمالی (به انگلیسی: South Weldon) یک منطقهٔ مسکونی در ایالات متحده آمریکا است که در شهرستان هالیفاکس، کارولینای شمالی واقع شده‌است. ساوت ولدون کارولینای شمالی ۱٫۱۳ کیلومتر مربع مساحت و ۷۰۵ نفر جمعیت دارد و ۲۸ متر بالاتر از سطح دریا واقع شده‌است.